# Großsteingräber bei Mukran
Die Großsteingräber bei Mukran waren drei Grabanlagen der jungsteinzeitlichen Trichterbecherkultur in der Umgebung von Mukran, einem Ortsteil der Gemeinde Sassnitz im Landkreis Vorpommern-Rügen (Mecklenburg-Vorpommern), von denen heute nur noch eines existiert. Dieses trägt die Sprockhoff-Nummer 474.

## Lage
Das erhaltene Grab liegt etwa 700 m östlich von Mukran und knapp 500 m von der Küste entfernt. Seit 2012 liegt der Standort auf dem Areal eines Golfclubs. In der näheren Umgebung gibt es mehrere weitere Großsteingräber. So liegen 700 m nordöstlich das Großsteingrab Dwasieden  und 1,1 km westlich das Großsteingrab Dubnitz.

## Forschungsgeschichte
Eine erste Beschreibung der Gräber erfolgte 1829 durch Friedrich von Hagenow, der in Mukran noch drei Anlagen feststellen konnte. Seine Forschungen wurden 1904 von Rudolf Baier veröffentlicht. Eine erste ausführliche Dokumentation führte Ernst Sprockhoff durch, der 1931 das noch vorhandene Grab vermaß und in seinem Atlas der Megalithgräber Deutschlands veröffentlichte. Bei einer Begehung der Anlage im Herbest 1983 wurden oberflächlich zahlreiche Keramikscherben sowie Feuerstein-Geräte und -Abschläge gefunden. Dies wurde zum Anlass genommen, eine Ausgrabung unter der Leitung von Heide und Hans Großnick durchzuführen.

## Beschreibung

### Das erhaltene Grab 1

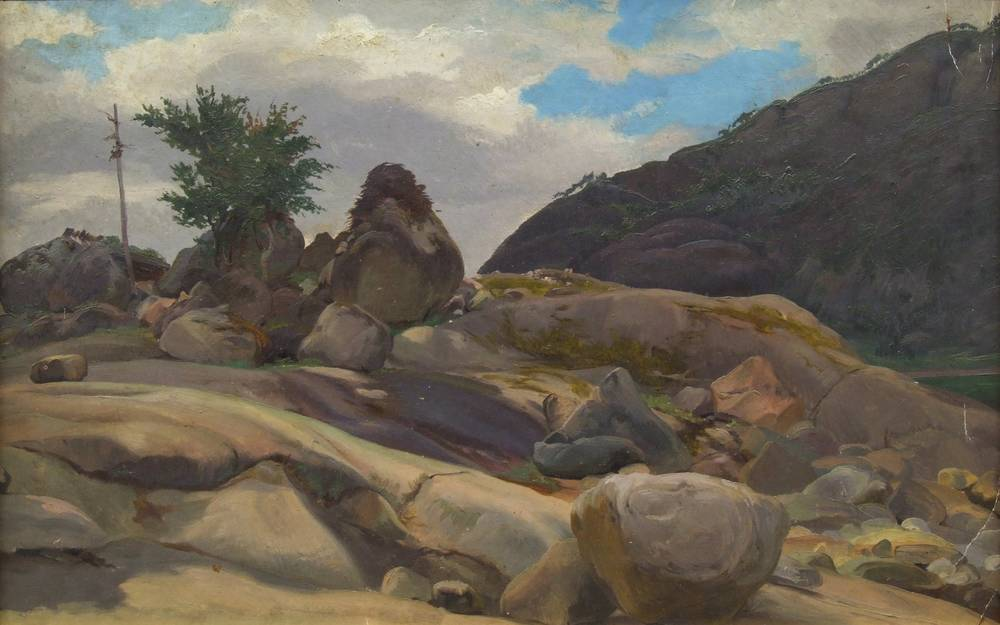
Gemälde des Grabes von Sixtus Armin Thon (1839); Galerie Neue Meister, Dresden

Die Anlage besitzt ein etwa 30 m langes und an der höchsten Stelle etwa 1,90–2,00 m hohes Hünenbett. Es ist nordost-südwestlich orientiert und verjüngt sich nach Nordosten hin. Innerhalb eines 17 m langen Suchschnitts an der Nordwestseite konnten die Standspuren von 13 Umfassungssteinen festgestellt werden. In den Zwischenräumen wurden noch Reste von Trockenmauerwerk aus roten Sandsteinplatten gefunden.
Am südwestlichen Ende des Hünenbetts steht die Grabkammer, bei der es sich um einen Großdolmen handelt. Sie ist südost-nordwestlich orientiert und leicht trapezförmig. Die Breite der Kammer beträgt 2,2 m im Südosten und 1,5 m im Nordwesten, die Länge 4,2 m und die Höhe 1,5 m. Der Kammer ist an der Nordwestseite ein Gang vorgelagert, der aus zwei 0,8 m hohen Steinen besteht. Nach außen und innen ist er zudem durch zwei Schwellensteine abgegrenzt. Außen schlossen sich an den Gang zwei Steine der Umfassung des Hünenbetts an, von denen aber nur noch die Standspuren gefunden wurden. Der Gang hat eine Länge von 1,5 m und eine Breite von 0,7 m. Links neben ihm bildet ein schmaler Stein den nordwestlichen Abschluss der Kammer. An den Langseiten besitzt sie drei Wandsteinpaare und an der südöstlichen Schmalseite einen einzelnen Abschlussstein. Die Zwischenräume zwischen den Wandsteinen sind mit Trockenmauerwerk aus Rotsandsteinplatten ausgefüllt, das noch bis zu einer Höhe von 0,5 m erhalten ist. Von den ursprünglich drei Decksteinen war nur noch der nordwestliche erhalten, jedoch ins Innere der Kammer gestürzt. Er hat eine Länge von 2,10 m, eine Breite von 1,60 m und eine Dicke von 0,70 m. Von den anderen beiden waren nur noch Sprengreste erhalten, die sowohl innerhalb als auch außerhalb der Kammer lagen. Auf einem der außerhalb liegenden Stücke ist das Wort „Schatzinsel“ eingemeißelt. Im Zuge der Grabungen wurden der erhaltene Deckstein und die Sprengstücke aus der Kammer entfernt und vor ihr abgelegt. Gang und Kammer besitzen ein Pflaster aus geglühtem Feuerstein-Splitt, auf das eine 0,1 m dicke Schicht aus gestampftem Lehm aufgebracht wurde.
Aus der Grabkammer selbst konnten nur wenige Funde geborgen werden. Hierzu gehörten Scherben unterschiedlichster zeitlicher Stellung. Einige waren jungsteinzeitlich, andere slawisch, aber auch modernes Glas und Bruchstücke eines Drainagerohres gehörten dazu. Die meisten Funde stammen aus dem Abraum, der beim Ausräumen der Kammer für neue Bestattungen vor dem Eingang abgelegt worden war. Hierzu gehörten weit über 900 verzierte und unverzierte jungsteinzeitliche Keramikscherben, die sich zu Kumpfen, Näpfen, Schalen, doppelkonischen Gefäßen, Trichterrandgefäßen, Kragenflaschen und Backtellern zusammensetzen ließen, Feuersteingeräte wie Klingen, Halbrundschaber, querschneidige Pfeilspitzen, Bohrer, Meißel und Beile, das Bruchstück eines Blattdolches, Abschläge, Bernsteinperlen und Bruchstücke zweier versteinerter Seeigel. Weiterhin wurde einige slawische Scherben entdeckt, die Reste von Leichenbrand enthielten, die wohl von einer Nachbestattung stammten.

### Zerstörte Gräber

#### Grab 2
Grab 2 besaß eine Grabkammer vom Typ Großdolmen, die von einem Rollsteinhügel ummantelt war.

#### Grab 3
Grab 3 besaß eine Grabkammer vom Typ Großdolmen, die von einem Rollsteinhügel ummantelt war.